# Quinssaines
 Quinssaines  là một xã ở tỉnh Allier thuộc miền trung nước Pháp.